# Pothyne biguttula
Pothyne biguttula là một loài bọ cánh cứng trong họ Cerambycidae.